# Pieter Brueghel el Vell
Pieter Brueghel el Vell o Bruegel (c.1525 – 9 de setembre del 1569). No hi ha dades exactes sobre el lloc i la data de naixement, per manca en l'època de registre civil. La primera menció escrita com a "Peeter Brueghels" data de l'any 1551, quan el pintor va ingressar en qualitat de mestre al gremi de Sant Lluc d'Anvers,
Fou un pintor i gravador flamenc, conegut pels seus paisatges i escenes camperoles. De vegades, rep el nom de "Brueghel pagès" per distingir-lo d'altres membres de la família, però hom normalment es refereix a ell quan el context no deixa clar de quin "Brueghel" es tracta. A partir del 1559, va treure la 'h' del seu nom i va començar a signar les seves pintures com a Bruegel.

## Vida
Es té constància que va néixer a Breda, però no se sap del cert si aquest nom designa la ciutat homònima dels Països Baixos o la Bree flamenca, actualment a Bèlgica, que en llatí també rep el nom de Breda.
Fou deixeble de Pieter Coecke van Aelst, amb la filla del qual, Mayke, es va casar més tard. El 1551, va ser acceptat com a mestre pintor al gremi d'Anvers. Els anys 1552-53, va viatjar a Itàlia amb estades a Roma i Nàpols; poc després, va tornar a Anvers i va instal·lar-se definitivament a Brussel·les deu anys més tard. Va morir en aquesta ciutat el 9 de setembre del 1569.
Va ser el pare de Pieter Brueghel el Jove (1564) i Jan Brueghel el Vell (1568). Tots dos van esdevenir pintors, però com que encara eren infants quan llur pare va morir no van rebre educació pictòrica d'ell.

## Estil
Brueghel va pintar en un estil més simple que el de l'art italianitzant que prevalia en la seva època. La influència més evident en la seva obra és la del vell mestre neerlandès Hieronymus Bosch, sobretot en les pintures demonològiques primerenques de Brueghel com El triomf de la mort i Dulle Griet.

## Obra
De Brueghel, sobreviuen 46 obres autentificades, una tercera part de les quals són al Kunsthistorisches Museum de Viena. Se sap que se n'ha perdut d'altres. També n'existeix un gran nombre de dibuixos, gravats i aiguaforts.
Algunes de les seves obres més conegudes són La torre de Babel. El triomf de la mort i Els captaires.
| Quadre                                                  | Data          | Nom                                                               | Tècnica, mides i notes                                                                         | Localització | Número de catàleg Marijnissen / Seidel |
| ------------------------------------------------------- | ------------- | ----------------------------------------------------------------- | ---------------------------------------------------------------------------------------------- | --- | -------------------------------------- |
|                                                         |               | Retaule de Sant Bavó                                              | Oli sobre fusta. Pintat en col·laboració amb Pieter Balten                                     | Malines Desaparegut |                                        |
|                                                         | ca. 1553      | Paisatge amb vaixells de vela i ciutat en flames                  | Oli sobre fusta 18 x 26 cm Autoria discutida                                                   | Col·lecció particular | MS 1                                   |
| Crist i els apòstols al llac de Tiberíades              | 1553          | Crist i els apòstols al llac de Tiberíades                        | Oli sobre fusta. Signat: P. BRVEGHEL / 1553 Pintat en col·laboració amb Maarten de Vos         | Col·lecció particular | MS 2                                   |
| Adoració dels Reis                                      | ca. 1553-1563 | Adoració dels Reis                                                | Tremp d'ou sobre lli 121,5 × 168 cm Autoria dubtosa                                            | Musées royaux des beaux-arts de Belgique Brussel·les | MS 4                                   |
| Paisatge amb la paràbola del sembrador                  | 1557          | Paisatge amb la paràbola del sembrador                            | Oli sobre fusta 70,2 x 102 cm Signat: […]VEGHEL [.]557                                         | Timken Museum of Art San Diego | MS 5                                   |
| Dotze refranys                                          | ca. 1558      | Dotze refranys                                                    | Oli sobre fusta 74 x 98 cm                                                                     | Museu Mayer van den Bergh Anvers Signat: 15[.]8 BRVEGHEL | MS - (no hi consta)                    |
| Paisatge amb la caiguda d'Ícar                          | 1558          | Paisatge amb la caiguda d'Ícar                                    | Oli sobre lli 73,5 x 112 cm Autoria discutida; probablement, còpia antiga d'un original perdut | Musées Royaux des Beaux-arts de Belgique Brussel·les, des del 1912 | MS 3                                   |
| Batalla naval al golf de Nàpols                         | 1558-1562     | Batalla naval al golf de Nàpols                                   | Oli sobre fusta 39,8 x 69,5 cm                                                                 | Galeria Doria-Pamphilj Roma | MS 9                                   |
| Proverbis neerlandesos                                  | 1558          | Proverbis neerlandesos o La capa blava, o El món a l'inrevés      | Oli sobre fusta 117 x 163 cm Signat: BRVEGEL 1559                                              | Gemäldegalerie Berlín | MS 6                                   |
| Combat entre el Carnestoltes i la Quaresma              | 1559          | La batalla entre Carnestoltes i Quaresma                          | Oli sobre fusta 118 x 164,5 cm Signat: BRVEGEL 1559                                            | Kunsthistorisches Museum, de la col·lecció de Rodolf II del Sacre Imperi romanogermànic Viena | MS 7                                   |
| Jocs de nens                                            | ca. 1560      | Jocs de nens                                                      | Oli sobre fusta 118 x 161 cm Signat: BRVEGEL 1560                                              | Kunsthistorisches Museum Viena | MS 8                                   |
| El suïcidi de Saül                                      | 1562          | El suïcidi de Saül                                                | Oli sobre fusta 33,5 55 cm Signat: SAVL. XXXI. CAPIT. / BRVEGEL. M.CCCCC.LXII                  | Kunsthistorisches Museum Viena | MS 10                                  |
| Els dos micos                                           | 1562          | Els dos micos                                                     | Oli sobre fusta 20 x 23 cm Signat: BRVEGEL M.D.LXII                                            | Staatliche Museen zu Berlin Berlín | MS 15                                  |
| El triomf de la Mort                                    | 1562          | El triomf de la Mort                                              | Oli sobre fusta 117 x 162 cm                                                                   | Museo del Prado, des del 1827 Madrid | MS 14                                  |
| La caiguda dels àngels rebels                           | 1562          | La caiguda dels àngels rebels                                     | Oli sobre fusta 117 x 162 cm Signat: MDLXII / BRVEGEL                                          | Musées Royaux des Beaux-arts de Belgique Brussel·les | MS 12                                  |
| Dulle Griet o La folla Margarida                        | ca. 1562      | Dulle Griet o La folla Margarida                                  | Oli sobre fusta 117 x 162 cm Restes de signatura: […] MDLXI[.]                                 | Museu Mayer van den Bergh Anvers | MS 13                                  |
| La torre de Babel                                       | 1563          | La torre de Babel                                                 | Oli sobre fusta 114 x 155 cm Signat: BRVEGEL. FE. MCCCCCLXIII                                  | Kunsthistorisches Museum Viena | MS 16                                  |
| La fugida a Egipte                                      | 1563          | La fugida a Egipte                                                | Oli sobre fusta 37 x 56 cm Signat: BRVEGEL MDLXIII                                             | Courtauld Institute of Art Londres | MS 18                                  |
| Adoració dels Reis                                      | 1555-1563     | Adoració dels Reis                                                | Oli sobre fusta 111 x 83,5 cm Signat: BRVEGEL MDLXIIII                                         | National Gallery Londres | MS 19                                  |
| La dormició de la Mare de Déu                           | 1564          | La dormició de la Mare de Déu                                     | Oli sobre fusta, grisalla 36 x 55 cm Signat: BRVEGEL                                           | Upton House Banbury (Oxfordshire) | MS 21                                  |
| Crist amb la creu o Pujada al Calvari                   | 1564          | Crist amb la creu o Pujada al Calvari                             | Oli sobre fusta 124 x 170 cm Signat: BRVEGEL. MDLXIIII                                         | Kunsthistorisches Museum Viena | MS 20                                  |
| La petita torre de Babel                                | ca. 1565      | La petita torre de Babel                                          | Oli sobre fusta 60 x 74,5 cm                                                                   | Museu Boijmans Van Beuningen Rotterdam | MS 17                                  |
| Caçadors a la neu (desembre-gener)                      | 1565          | Els caçadors en la neu (desembre-gener)                           | Oli sobre fusta 117 x 162 cm Signat: RVEGEL. MDLXV Del cicle dels mesos de l'any               | Kunsthistorisches Museum Viena | MS 25                                  |
| Dia malenconiós (febrer-març)                           | 1565          | Dia malenconiós (febrer-març)                                     | Oli sobre fusta 118 x 163 cm Signat: BRVEGEL [MDLX]V Del cicle dels mesos de l'any             | Kunsthistorisches Museum Viena | MS 26                                  |
|                                                         | 1565          | Abril-maig                                                        | Oli sobre fusta Del cicle dels mesos de l'any                                                  | Desaparegut des del s. XVIII |                                        |
| La collita del fenc (juny-juliol)                       | 1565          | La collita del fenc (juny-juliol)                                 | Oli sobre fusta 114 x 158 cm Del cicle dels mesos de l'any                                     | Národni Muzeum Praga | MS 22                                  |
| Els segadors (agost-setembre)                           | 1565          | Els segadors (agost-setembre)                                     | Oli sobre fusta 118 x 163 cm Signat: BRVEGEL / [MD]LXV Del cicle dels mesos de l'any           | Metropolitan Museum of Art Nova York | MS 23                                  |
| El retorn dels ramats (octubre-novembre)                | 1565          | El retorn del ramat (octubre-novembre)                            | Oli sobre fusta 117 x 159 cm Signat: BRVEGEL MDLXV Del cicle dels mesos de l'any               | Kunsthistorisches Museum Viena | MS 24                                  |
| Crist i la dona adúltera                                | 1565          | Crist i la dona adúltera                                          | Oli sobre fusta, grisalla 24,1 x 31,3 cm Signat: BRVEGEL.MDLXV                                 | Courtauld Institute of Art Londres | MS 29                                  |
| El parany d'ocells                                      | 1565          | Paisatge d'hivern amb un parany per a ocells o El parany d'ocells | Oli sobre fusta 38 x 56 cm Signat: BRVEGEL / MDLXV                                             | Musées royaux des beaux-arts de Belgique Brussel·les | MS 28                                  |
| La matança dels innocents                               | 1565-1567     | La matança dels innocents                                         | Oli sobre fusta 109,2 x 154,4 cm                                                               | Hampton Court Palace Londres | MS 27                                  |
| El vi de la festa de Sant Martí                         | 1565-1568     | El vi de la festa de Sant Martí                                   | Tremp d'ou sobre lli 148 x 270 cm Signat: […] BRVEGEL / MDL […]                                | Museo del Prado, des del 2010 Madrid El quadre era a la col·lecció de la duquessa de Cardona (Madrid), però en mal estat de conservació i atribuït a un altre autor flamenc; l'obra original de Bruegel es donava per perduda | MS - (no hi és)                        |
| Predicació de Sant Joan Baptista                        | 1566          | Predicació de sant Joan Baptista                                  | Oli sobre fusta 95 x 160,5 cm Signat: BRVEGEL MDLXVI                                           | Szépmüvészeti Muzeum, des del 1951 Budapest | MS 31                                  |
| El cens a Betlem                                        | 1566          | El cens a Betlem                                                  | Oli sobre fusta 116 x 164,5 cm Signat: BRVEGEL / 1566                                          | Musées Royaux des Beaux-arts de Belgique Brussel·les | MS 30                                  |
| Dansa de la núvia a l'aire lliure                       | 1566          | Dansa de la núvia a l'aire lliure                                 | Oli sobre fusta 119,4 × 157,5 cm Signat: MDLXVI                                                | Detroit Institute of Arts Detroit | MS 32                                  |
| Paisatge nevat amb l'adoració dels Reis                 | 1567          | Paisatge nevat amb l'adoració dels Reis                           | Oli sobre fusta 35 x 55 cm Signat:.D.LXIII BRVEGEL o MDLXVII BRVEGEL                           | Col·lecció Oskar Reinhart "Am Römerholz" Winterthur | MS 33                                  |
| Conversió de Sant Pau                                   | 1567          | Conversió de sant Pau                                             | Oli sobre fusta 108 x 156 cm Signat: BRVEGEL. MDLXVII                                          | Kunsthistorisches Museum Viena | MS 34                                  |
| La terra de Xauxa                                       | 1567          | La terra de Xauxa                                                 | Oli sobre fusta 58 x 78 cm Signat: MDLXVII / BRVEGEL                                           | Alte Pinakothek Múnic | MS 37                                  |
| La garsa a la forca                                     | 1568          | La garsa a la forca                                               | Oli sobre fusta 45,9 × 50,8 cm Signat: BRVEGEL 1568                                            | Museu Estatal de Hessen a Darmstadt Darmstadt | MS 43                                  |
| Cap de pagesa                                           | ca. 1568      | Cap de pagesa                                                     | Oli sobre fusta, grisalla 22 x 18 cm                                                           | Alte Pinakothek Múnic | MS 38                                  |
| El misantrop o La perfídia del món                      | 1568 ca.      | El misantrop o La perfídia del món                                | Tremp d'ou sobre lli 80 x 85 cm Signat: BRVEGEL 1568, però inscripció d'autenticitat dubtosa   | Galleria nazionale di Capodimonte Nàpols | MS 40                                  |
| Paràbola dels cecs                                      | 1568          | Paràbola dels cecs                                                | Tremp d'ou sobre lli 86 x 154 cm Signat: BRVEGEL MDLXVIII                                      | Galleria nazionale di Capodimonte Nàpols | MS 42                                  |
| Les noces camperoles                                    | ca. 1568      | Les noces camperoles                                              | Oli sobre fusta 124 x 164 cm                                                                   | Kunsthistorisches Museum Viena | MS 35                                  |
| Dansa de camperols                                      | ca. 1568      | Dansa de camperols                                                | Oli sobre fusta 114 x 164 cm Signat: BRVEGEL                                                   | Kunsthistorisches Museum Viena | MS 36                                  |
| Els pidolaires                                          | 1568          | Els pidolaires                                                    | Oli sobre fusta 18 x 21 cm Signat: BRVEGEL.MDLXVIII                                            | Musée du Louvre Paris | MS 41                                  |
| El pagès i el lladre de nius o Proverbi de l'observador | 1568          | El pagès i el lladre de nius o Proverbi de l'observador           | Oli sobre fusta 59 x 68 cm Signat: BRVEGEL MDLXVIII, però signatura i data repintades          | Kunsthistorisches Museum Viena | MS 39                                  |
| Tres soldats                                            | 1568          | Tres soldats                                                      | Oli sobre fusta, grisalla 20,3 × 17,7 cm Signat: BRVEGEL.MDLXVIII                              | Frick Collection Nova York | MS -                                   |
| El bon pastor                                           |               | El bon pastor                                                     | Oli sobre fusta Còpia de Pieter Bruegel el Jove, d'un original perdut de Bruegel el Vell       | Musées Royaux des Beaux-arts de Belgique Brussel·les |                                        |
|                                                         |               | L'extracció de la pedra de la bogeria                             | Oli sobre fusta                                                                                | Desaparegut a Praga en un incendi durant la guerra (1940-1945) |                                        |

| Quadre                                | Data      | Nom                                   | Tècnica, mides i notes | Localització                            |       |
| ------------------------------------- | --------- | ------------------------------------- | --- | --------------------------------------- | ----- |
| El vi de la festa de Sant Martí       | 1568?     | El vi de la festa de Sant Martí       | Tremp d'ou sobre lli 92,5 x 73,5 cm Còpia contemporània de l'obra de Bruegel; fins al 2010, quan se'n retroba l'original, era l'únic fragment conegut de la pintura | Kunsthistorisches Museum Viena          |       |
| La temptació de Sant Antoni           | 1557      | La temptació de sant Antoni           | Oli sobre fusta 57,8 × 85,7 cm D'un seguidor de Bruegel | National Gallery of Art Washington D.C. |       |
| Tempesta al mar o Llegenda de Jonàs   | 1568      | Tempesta al mar o Llegenda de Jonàs   | Oli sobre fusta 70,5 × 97 cm Recentment atribuït a Joos de Momper, seguidor de Bruegel                                                                              | Kunsthistorisches Museum Viena          | MS 44 |
| Paisatge amb la caiguda d'Ícar        | 1590-1595 | Paisatge amb la caiguda d'Ícar        | Oli sobre fusta 63 x 90 cm Còpia | Museum van Buuren Brussel·les           |       |
| El bufó Gonella de la cort de Ferrara | 1445      | El bufó Gonella de la cort de Ferrara | Oli sobre fusta 36 x 24 cm Recentment atribuït a Jean Fouquet | Kunsthistorisches Museum Viena          |       |

## Arbre genealògic de la família
|  |  |                         |                         |                         |                         | Pieter Brueghel el Vell |                         |  |  |                      |                      |                      |                      |                      |                      |  |  |               |               |               |               |               |               |  |  |                       |                       |                       |                       |                       |                       |  |  |
|  |  |                         |                         |                         |                         |                         |                         |  |  |                      |                      |                      |                      |                      |                      |  |  |               |               |               |               |               |               |  |  |                       |                       |                       |                       |                       |                       |  |  |
|  |  |                         |                         |                         |                         |                         |                         |  |  |                      |                      |                      |                      |                      |                      |  |  |               |               |               |               |               |               |  |  |                       |                       |                       |                       |                       |                       |  |  |
|  |  | Pieter Brueghel el Jove | Pieter Brueghel el Jove | Pieter Brueghel el Jove | Pieter Brueghel el Jove | Pieter Brueghel el Jove | Pieter Brueghel el Jove |  |  | Jan Brueghel el Vell | Jan Brueghel el Vell | Jan Brueghel el Vell | Jan Brueghel el Vell | Jan Brueghel el Vell | Jan Brueghel el Vell |  |  |               |               |               |               |               |               |  |  |                       |                       |                       |                       |                       |                       |  |  |
|  |  | Pieter Brueghel el Jove | Pieter Brueghel el Jove | Pieter Brueghel el Jove | Pieter Brueghel el Jove | Pieter Brueghel el Jove | Pieter Brueghel el Jove |  |  | Jan Brueghel el Vell | Jan Brueghel el Vell | Jan Brueghel el Vell | Jan Brueghel el Vell | Jan Brueghel el Vell | Jan Brueghel el Vell |  |  |               |               |               |               |               |               |  |  |                       |                       |                       |                       |                       |                       |  |  |
|  |  |                         |                         |                         |                         |                         |                         |  |  |                      |                      |                      |                      |                      |                      |  |  |               |               |               |               |               |               |  |  |                       |                       |                       |                       |                       |                       |  |  |
|  |  |                         |                         |                         |                         |                         |                         |  |  |                      |                      |                      |                      |                      |                      |  |  |               |               |               |               |               |               |  |  |                       |                       |                       |                       |                       |                       |  |  |
|  |  | Ambrosius Brueghel      | Ambrosius Brueghel      | Ambrosius Brueghel      | Ambrosius Brueghel      | Ambrosius Brueghel      | Ambrosius Brueghel      |  |  | Jan Brueghel el Jove | Jan Brueghel el Jove | Jan Brueghel el Jove | Jan Brueghel el Jove | Jan Brueghel el Jove | Jan Brueghel el Jove |  |  | Anna Brueghel | Anna Brueghel | Anna Brueghel | Anna Brueghel | Anna Brueghel | Anna Brueghel |  |  | David Teniers el Jove | David Teniers el Jove | David Teniers el Jove | David Teniers el Jove | David Teniers el Jove | David Teniers el Jove |  |  |
|  |  | Ambrosius Brueghel      | Ambrosius Brueghel      | Ambrosius Brueghel      | Ambrosius Brueghel      | Ambrosius Brueghel      | Ambrosius Brueghel      |  |  | Jan Brueghel el Jove | Jan Brueghel el Jove | Jan Brueghel el Jove | Jan Brueghel el Jove | Jan Brueghel el Jove | Jan Brueghel el Jove |  |  | Anna Brueghel | Anna Brueghel | Anna Brueghel | Anna Brueghel | Anna Brueghel | Anna Brueghel |  |  | David Teniers el Jove | David Teniers el Jove | David Teniers el Jove | David Teniers el Jove | David Teniers el Jove | David Teniers el Jove |  |  |
|  |  |                         |                         |                         |                         |                         |                         |  |  |                      |                      |                      |                      |                      |                      |  |  |               |               |               |               |               |               |  |  |                       |                       |                       |                       |                       |                       |  |  |
|  |  |                         |                         |                         |                         |                         |                         |  |  | Abraham Brueghel     |                      |                      |                      |                      |                      |  |  |               |               |               |               |               |               |  |  |                       |                       |                       |                       |                       |                       |  |  |